# Farní sbor Slezské církve evangelické augsburského vyznání v Komorní Lhotce
Farní sbor Slezské církve evangelické augsburského vyznání v Komorní Lhotce je sborem Slezské církve evangelické augsburského vyznání v Komorní Lhotce. Sbor spadá pod Frýdecký seniorát.

## Pastoři (faráři) sboru
- Stephan Nicolaydes (1782–1808)
- Chrystyan Raschke (1808–1837)
- Jerzy Philipek (1837–1858)
- Jerzy Heczko (1859–1907)
- Karol Kulisz (1908–1921)
- Jan Zachariasz Unucka–Unicki (1921–1940 a 1948–1961)
- Pavel Janeczek (1945–1948)
- Stanislav Kaczmarczyk (1962–1974)
- Jaroslav Kaleta (1993–2001)
- Boleslav Firla (2002–2020)
- Vlastimil Ciesar (2020–2021 administrátor, od r. 2021 sborový pastor)

## Kurátoři sboru
- Jiří Valach (†1874)
- Adam Walach
- Jan Chlebek (?–1905)
- Karol Wałach (?–1907)
- Paweł Fusik (1907–?)
- Józef Wałach
- Josef Delong
- Pavel Pawlica
- Rudolf Tomala
- Karel Molin
- Jan Stebel (†2023)
- Jiří Noga
- Jiří Czernek (2008–2020)
- Bogdan Niemczyk (od r. 2020)